# Англокатолицизм
Термины англокатолицизм (Anglo-Catholicism), англиканский католицизм (Anglican Catholicism) и католическое англиканство (Catholic Anglicanism) относятся к людям, убеждениям и практикам в рамках англиканства, которые подчёркивают католическое наследие и идентичность различных англиканских церквей.
Термин «англо-католический» (anglo-Catholic) был придуман в начале XIX века, хотя движения, подчеркивающие католическую природу англиканства, уже существовали. Особенно влиятельными в истории англокатолицизма были каролинские богословы XVII века, а затем лидеры оксфордского движения, начавшегося в Оксфордском университете в 1833 году и открывшего период англиканской истории, известный как «католическое возрождение».
Меньшинство англо-католиков, иногда называемых англиканскими папистами, считают себя находящимися под папским господством, даже если они не находятся в общении с Римско-католической церковью. Такие англо-католики, особенно в Англии, часто служат мессу в соответствии с современным римско-католическим обрядом и обеспокоены поиском воссоединения с Римско-католической церковью.
Кроме того, члены личных ординариатов для бывших англикан, созданных Папой Бенедиктом XVI, иногда неофициально называются «англиканскими католиками».